# Dusona scalaria
Dusona scalaria là một loài tò vò trong họ Ichneumonidae.